# Svarttrast
Svarttrast (Turdus infuscatus) är en centralamerikansk fågel inom familjen trastar (Turdidae).

## Utseende
Till utseendet påminner den om koltrasten men är mindre och mäter i snitt cirka 23 centimeter på längden. De adulta fåglarna har gula ben, en gul och i proportion ganska kraftig näbb, och en tydlig gul orbitalring. Adult hane är helsvart medan honan är mörkbrun, där ovansidan skiftar i grått och undersidan i rött, och med en ljusare rödbrun streckad strupe.

## Utbredning och systematik
Svarttrasten är en stannfågel som förekommer från östra och sydöstra Mexiko genom Guatemala, El Salvador och Honduras till nordvästra Nicaragua. Arten har tidigare behandlats som underart till den sydamerikanska arten glanstrast (Turdus serranus), men svarttrasten är något mindre och har en distinkt sång. DNA-studier bekräftar att de inte är nära släktingar. Svarttrasten behandlas som monotypisk, det vill säga att den inte delas in i några underarter.

## Ekologi
Svarttrasten trivs i mellersta och översta delen av fuktiga städsegröna skogar och molnskogar, mellan 1 200 och 3 500 meter över havet, över 1 800 meter i Honduras. Den lever av insekter, maskar och frukt, framför allt små bär. Tillfälligtvis födosöker den på marken i gläntor, men huvudsakligen i träden där den kan samlas i flockar i fruktträd. I Mexiko häcker den mellan maj och juli. Den bygger ett skålformat bo av mossa. De en till två äggen är enfärgat blå.

## Status och hot
Arten har ett stort utbredningsområde och en stor population, men tros minska i antal till följd av habitatförstörelse, dock inte tillräckligt kraftigt för att den ska betraktas som hotad. Internationella naturvårdsunionen IUCN kategoriserar därför arten som livskraftig (LC). Världspopulationen uppskattas till färre än 50.000 individer.

## Namn
Fågelns vetenskapliga artnamn infuscatus är latin och kommer av infuscare, "att göra mörk".